# 尼任區
尼任区（烏克蘭語：Ніжинський район），又按俄语名译为涅任區（俄语：Нежинский район），是烏克蘭北部切爾尼希夫州的一個區，行政中心設於尼任，人口数量为220,640人（2021年估计）。

## 历史
2020年7月18日作为乌克兰行政区划改革的一部分，切爾尼希夫州的区份数量减至5个，尼任区的面积显著增加。改革前尼任区的面积为1,514平方公里，2020年人口数量为25,716人。

## 行政区划
尼任区下分为17个市镇。